# Meteosat 2
O Meteosat 2 foi um satélite meteorológico geoestacionário europeu construído pela Aérospatiale. Ele foi operado inicialmente pela Agência Espacial Europeia (ESA) e posteriormente pela EUMETSAT. O mesmo saiu de serviço em 6 de dezembro de 1991 e foi transferido para uma órbita cemitério.

## Lançamento
O satélite foi lançado com sucesso ao espaço no dia 19 de junho de 1981, por meio de um veículo Ariane 1 a partir do Centro Espacial de Kourou, na Guiana Francesa, juntamente com o Apple e o CAT-3. Ele tinha uma massa de lançamento de 625,8 kg.